# José Rojo Martín
Pacheta, właśc. Juan José Rojo Martín (ur. 23 marca 1968 w Salas de los Infantes) – hiszpański trener i piłkarz występujący na pozycji pomocnika.

## Kariera piłkarska
Jako piłkarz występował na pozycji defensywnego pomocnika. Pierwszy profesjonalny kontrakt podpisał z trzecioligową CD Numancią, później grał w zespołach: Real Burgos, Atletico Marbella, CP Merida i RCD Espanyol. W Espanyolu, w którym był wiodącą postacią, spędził pięć sezonów, zaliczył 119 występów, strzelił 5 goli. W sezonie 1995/96 jego zespół zajął 4. miejsce w Primera División, dzięki czemu występował w Pucharze UEFA. Następnie ponownie trafił do CD Numancii, a w 2004 roku zakończył piłkarską karierę. Na koncie ma też jeden mecz w reprezentacji Kastylii i Leonu.

## Kariera trenerska
Jako trener prowadził przez 15 spotkań CD Numancię, od lutego 2009 grającą w Primera División. Od lutego 2011 do maja 2012 był trenerem zespołu Real Oviedo (Segunda División B), od grudnia 2012 do maja 2013 – FC Cartagena (Segunda División B). Po zwolnieniu Leszka Ojrzyńskiego został jego następcą na stanowisku trenera w Koronie Kielce. Po sezonie odszedł do hiszpańskiego spadkowicza z Segunda División Herculesa Alicante, z którego został zwolniony na początku 2015 roku. W styczniu 2016 roku objął posadę trenera w tajlandzkim Ratchaburi Mitr Phol FC. Później do kwietnia 2023 pełnił funkcję trenera klubu Real Valladolid z którego został zwolniony.